# Vestidas de azul (serie de televisión)
Vestidas de azul es una serie española producida por Atresmedia. La serie se estrenó el 17 de diciembre de 2023, y sirve como secuela de la serie Veneno. La serie está inspirada en el libro homónimo de la autora Valeria Vegas.

## Sinopsis
La serie seguirá las travesías de Valeria Vegas tras la muerte de Cristina La Veneno. Valeria se dispondrá a buscar a las protagonistas de un antiguo documental, titulado Vestida de azul, que narraba la vida de 6 mujeres trans de los años posteriores al franquismo, buscando recuperar la historia de unos referentes que han quedado en el olvido.

## Reparto

### Principal
- Lola Rodríguez como Valeria Vegas (Episodio 1, 2, 3, 4, 6, 7)
- Paca La Piraña como Ella misma (Episodio 1, 2, 3, 4, 6, 7)
- Rossa Ceballos como Loren Arana
- Bimba Farelo como Loren Arana (joven) (Episodio 1)
- Alex Saint como Sacha (Episodio 1, 2, 3, 4, 6, 7)
- Juani Ruiz como Ella misma (Episodio 1 - Episodio 4; Episodio 6 - Episodio 7)
- Penélope Guerrero como Nacha Sánchez "La Poderosa"
- Keyla Òdena como Renée Amor
- Chloe Santiago como Tamara Muñoz "La Gitana"
- Alma Gormedino como Josette Sánchez
- Geena Román como Eva Pérez de los Cobos "La Gata"
- Susana Abaitua[a] como Teresa Montanuy (joven) (Episodio 2 - Episodio 6)
- Luis Callejo[a] como Antonio Giménez-Rico (Episodio 2 - Episodio 7)

con la colaboración especial de
- Goya Toledo como Lola (Episodio 1; Episodio 7)
- Estrella Xtravaganza como Pandereta (Episodio 1)
- Iñaki Mur como Jaime (Episodio 1)
- Noa Sánchez como Rocío (Episodio 1)
- Chiqui Fernández como Pepa (Episodio 1)
- Juriji der Klee como Coccinelle (Episodio 1)
- Pedro Casablanc como Antonio (Episodio 2 - Episodio 4; Episodio 6)
- Llum Barrera como Menchu (Episodio 2)
- Ángeles Ortega Torres como Manola (Episodio 2)
- Zaira Romero como Sagrario Muñoz (Episodio 2)
- Elena Irureta como Mari Carmen (Episodio 3)
- Anabel Alonso como Mayte (Episodio 3)
- Nieve de Medina como Magdalena Pérez (Episodio 4)
- Mercedes Sampietro como Teresa Montanuy (adulta) (Episodio 4; Episodio 6)
- Tamar Novas[b] como Miguel (Episodio 2; Episodio 4)
- Joaquín Climent como Padre de Teresa (Episodio 5)
- Pilar Gómez como Madre de Teresa (Episodio 5)
- Nerea Rodríguez como Marisa Montanuy (Episodio 5)
- José Ruíz-Orejón Casado "Josette" como Ella misma (Episodio 6 - Episodio 7)
- Marisa Paredes como República (adulta) (Episodio 6 - Episodio 7)
- Nacha "La Poderosa" como Ella misma (Episodio 7)

### Secundario
- Lizandra Vieira como Gina (Episodio 1 - Episodio 4)
- Guiomar Puerta como República (joven) (Episodio 1 - Episodio 2; Episodio 4; Episodio 7)
- Albert Infante como ? (Episodio 1 - Episodio 2; Episodio 4; Episodio 7)
- Desirée Vogue como Bienvenida (Episodio 1)
- Chelis Quinzá como ? (Episodio 1)
- Rocío Muñoz-Cobo como ? (Episodio 1)
- Will Shephard como Cura (Episodio 1)
- Nova Coronel como Sandra (Episodio 1 - Episodio 2; Episodio 4)
- Gonzalo Caps como Jonathan (Episodio 1)
- Federico Armenteros como Él mismo (Episodio 2)
- Macarena Berlín como Ella misma (Episodio 2)
- Miriam Méndez "La Princesa Descalza" como Lola Flores (Episodio 2)
- Cristóbal Sharonne como Emilio Aguado (Episodio 2)
- Carmen Aumedes como Cati (Episodio 2)
- Nacho Fernández como ? (Episodio 2)
- Joan Collet como ? (Episodio 3)
- Ana Villa como Asunción (Episodio 3)
- Leo Mulio como ? (Episodio 3; Episodio 6)
- David Bagés como Teo Escamilla (Episodio 3 - Episodio 6)
- Xoán Fórneas como Adolfo (Episodio 4)
- Claudia Traisac como Susana (Episodio 6)
- Lucas Nabor como ? (Episodio 6)
- Héctor Juezas como Jesús (Episodio 6)
- Clara Sans como Pili (Episodio 7)
- Javier Ballesteros como ? (Episodio 7)
- Leo Rizzi como John Travolta (Episodio 7)
- Pela Del Álamo como ? (Episodio 7)
- Niurka Gibaja como ? (Episodio 7)
- Laura Barceló como ? (Episodio 7)

con la colaboración especial de
- Elizabeth Duval como Ella misma (Episodio 1)
- Toñi Moreno como Ella misma (Episodio 1)
- Malena Gracia como Ella misma (Episodio 1)

Notas
1. 1 2  Acreditados como principal únicamente en el quinto episodio, en el resto son acreditados como colaboración especial.
2. ↑  Tamar Novas aparece en el segundo episodio pero no es acreditado.

## Episodios
| N.º | Título    | Dirigido por       | Escrito por                                                                                                  | Fecha de lanzamiento original |
| --- | --------- | ------------------ | --- | ----------------------------- |
| 1   | «Loren»   | Mikel Rueda        | Valeria Vegas, Javier Holgado Vicente y Susana López Rubio                                                   | 17 de diciembre de 2023       |
| 2   | «Tamara»  | Mikel Rueda        | Valeria Vegas, Javier Holgado Vicente y Susana López Rubio                                                   | 24 de diciembre de 2023       |
| 3   | «Renée»   | Claudia Costafreda | Valeria Vegas, Javier Holgado Vicente y Susana López Rubio                                                   | 31 de diciembre de 2023       |
| 4   | «Eva»     | Claudia Costafreda | Valeria Vegas, Javier Holgado Vicente, Susana López Rubio, Javier Ferreiro, Claudia Costafreda y Mikel Rueda | 7 de enero de 2024            |
| 5   | «Teresa»  | Mikel Rueda        | Javier Ferreiro, Claudia Costafreda y Mikel Rueda                                                            | 14 de enero de 2024           |
| 6   | «Josette» | Ian de la Rosa     | Javier Ferreiro, Claudia Costafreda y Mikel Rueda                                                            | 21 de enero de 2024           |
| 7   | «Nacha»   | Claudia Costafreda | Javier Ferreiro, Claudia Costafreda, Mikel Rueda                                                             | 28 de enero de 2024           |